# Epoca de Argint a benzilor desenate

Liga Dreptății din America, noua creație a DC Comics, pe coperta Justice League of America #5 (iulie 1961)

Epoca de Argint a benzilor desenate a fost o perioadă de progres artistic și de succes comercial larg răspândit în cărțile de benzi desenate americane de masă, în principal, în rândul celor care prezentau arhetipul supereroului. După Epoca de Aur a benzilor desenate și un interregn de la începutul până la mijlocul anilor 1950, se consideră că Epoca de Argint acoperă perioada cuprinsă între 1956 și sfârșitul anului 1969, fiind urmată de Epoca de Bronz.
Popularitatea și tirajul benzilor desenate cu supereroi a scăzut după cel de-al Doilea Război Mondial, iar benzile desenate despre groază, crime și dragoste au ocupat cote mai mari pe piață. Cu toate acestea, au apărut controverse legate de presupusele legături dintre cărțile de benzi desenate și delincvența juvenilă, axate în special pe crime, horror și supereroi. În 1954, editorii au implementat Comics Code Authority, pentru a reglementa conținutul benzilor desenate.
În urma acestor schimbări, editorii au relansat poveștile cu supereroi, o schimbare care a început cu introducerea unei noi versiuni a lui Flash de la DC Comics, în Showcase #4 (octombrie 1956). Ca răspuns la cererea puternică, DC a început să publice mai multe titluri de supereroi, inclusiv Liga Dreptății din America, ceea ce a determinat Marvel Comics să îi urmeze exemplul, începând cu The Fantastic Four #1 și The X-Men #1.

## Etimologie
Istoricul de benzi desenate și producătorul de film Michael Uslan urmărește originea termenului „Epoca de Argint” până la rubrica de scrisori din Justice League of America #42 (februarie 1966), care a fost pusă în vânzare la 9 decembrie 1965. Autorul scrisorii, Scott Taylor din Westport, Connecticut, a scris: „Dacă voi continuați să aduceți eroii din Epoca de Aur [anii 1930-1940], peste 20 de ani oamenii vor numi acest deceniu „Silver Sixties”!” Potrivit lui Uslan, s-a impus ierarhia naturală aur-argint-bronz, ca în cazul medaliilor olimpice.

## Istorie
Acoperind perioada celui de-al Doilea Război Mondial, când benzile desenate americane erau o sursă de divertisment ieftin, care putea fi consumat de către trupe, Epoca de Aur a benzilor desenate a cuprins sfârșitul anilor 1930 și majoritatea anilor 1940. În această perioadă au fost creați o serie de supereroi importanți, printre care Superman, Batman, Femeia Fantastică, Căpitanul Marvel și Căpitanul America. În anii următori, benzile desenate au fost acuzate de creșterea statisticilor privind criminalitatea juvenilă, deși s-a demonstrat că această creștere a fost direct proporțională cu creșterea populației. Atunci când delincvenții juvenili au recunoscut că au citit benzi desenate, acest lucru a fost luat drept un numitor comun; un critic notabil a fost Fredric Wertham, autorul cărții Seduction of the Innocent (1954), care a încercat să transfere vina pentru delincvența juvenilă de la părinții copiilor, la benzile desenate pe care aceștia le citeau. Rezultatul a fost un declin al industriei benzilor desenate. Pentru a răspunde preocupărilor publicului, în 1954 a fost creată Comics Code Authority, pentru a reglementa și limita violența din benzile desenate, marcând începutul unei noi ere.

### DC Comics

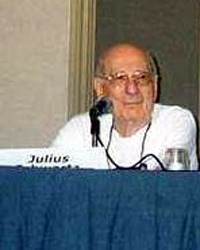
Julius Schwartz, editor al benzilor desenate DC Comics.

Epoca de Argint a început odată cu publicarea revistei DC Comics, Showcase #4 (octombrie 1956), care a prezentat versiunea modernă a lui Flash. La acea vreme, doar trei supereroi - Superman (și încarnarea sa mai tânără, Superboy), Batman (cu ajutorul lui Robin) și Wonder Woman - mai erau încă publicați sub propriile lor titluri. Potrivit scriitorului de benzi desenate DC, Will Jacobs, Superman era disponibil în „cantitate mare, dar în povești de calitate redusă”. Batman și Robin se descurcau mai bine, dar benzile lor desenate erau „lipsite de strălucire” în comparație cu primele aventuri din anii 1940, iar Wonder Woman, după ce își pierduse scriitorul și artistul original, nu mai era „interesantă”. De asemenea, Aquaman și Săgeata Verde (cu partenerul său, Speedy) încă mai aveau apariții în Adventure Comics, „singurii alți doi supereroi” cunoscuți să fie rămași în tipar din Epoca de Aur, în mare parte datorită afecțiunii continue a creatorului lor pentru ei. Jacobs descrie sosirea numărului 4 din Showcase la chioșcurile de ziare ca „cerșind să fie cumpărat”, coperta cuprinzând o bandă de film ondulată care îl înfățișa pe Flash alergând atât de repede, încât scăpase din cadru. Editorul Julius Schwartz, scriitorul Gardner Fox și artistul Carmine Infantino au fost unii dintre cei care au stat în spatele revitalizării lui Flash. Robert Kanigher a scris primele povestiri ale lui Flash reînviat, iar John Broome a fost scenaristul multora dintre primele povestiri.
Odată cu succesul revistei Showcase #4, alți câțiva supereroi din anii 1940 au fost relansați în timpul mandatului lui Schwartz, printre care Lanterna Verde, Aquaman, Atom și Hawkman, iar Societatea Dreptății din America a fost reimaginată ca Liga Dreptății din America. Printre artiștii DC responsabili s-au numărat Murphy Anderson, Gil Kane, Ramona Fradon, Mike Sekowsky și Joe Kubert. Doar numele personajelor au rămas aceleași; costumele, locațiile și identitățile lor au fost modificate, iar explicațiile științifice imaginative pentru superputerile lor au luat, în general, locul magiei ca modus operandi în poveștile lor. Schwartz, un fan înrăit al science-fiction-ului, a fost sursa de inspirație pentru Green Lantern (Lanterna Verde) reimaginat - personajul din Epoca de Aur, inginerul Alan Scott, poseda un inel alimentat de o lanternă magică, dar înlocuitorul său din Epoca de Argint, Hal Jordan, avea un inel alimentat de o baterie extraterestră și creat de o agenție de poliție intergalactică.
La mijlocul anilor 1960, DC a stabilit că personajele care apar în benzile desenate publicate înainte de Epoca de Argint trăiau pe un Pământ paralel, pe care compania l-a numit Pământul-Doi. Personajele introduse în Epoca de Argint și mai departe trăiau pe Pământul Unu. Cele două realități erau separate de un câmp vibrațional care putea fi traversat, în cazul în care o poveste implica supereroi din lumi diferite care făceau echipă.

### Marvel Comics

Spider-Man debutează pe coperta Amazing Fantasy #15 (august 1962).

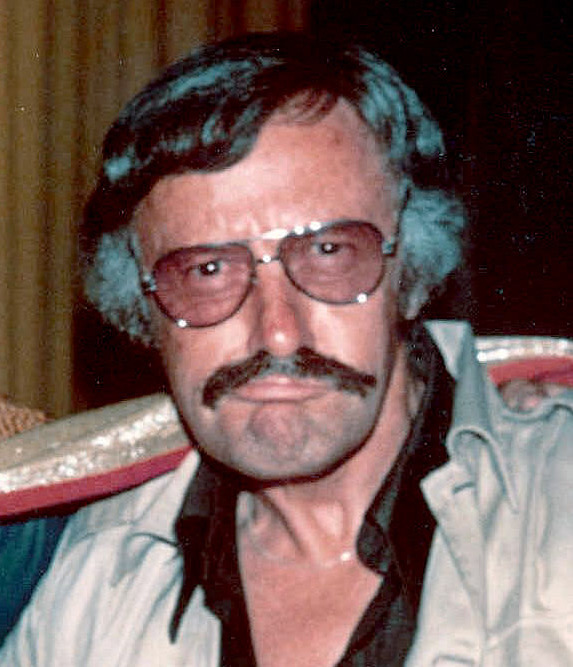
Stan Lee, editor al benzilor desenate Marvel Comics.

DC Comics a declanșat renașterea supereroilor prin publicațiile sale din 1955-1960. Marvel Comics a profitat apoi de interesul reînviat pentru supereroi, cu povești și caracterizări sofisticate. Spre deosebire de epocile anterioare, personajele Marvel erau „defectuoase și cu îndoieli de sine”.
DC și-a sporit impulsul prin introducerea în 1960 a Ligii Dreptății, o echipă formată din cele mai populare personaje de supereroi ale companiei. Martin Goodman l-a îndrumat pe Stan Lee, la vremea aceea tânăr scriitor la Marvel Comics, să producă și el o serie cu o echipă de supereroi, rezultând The Fantastic Four #1 (noiembrie 1961).
Sub îndrumarea scriitorului-editor Stan Lee și a unor artiști/co-proiectanți precum Jack Kirby și Steve Ditko, Marvel și-a început propria ascensiune spre proeminență. Cu noutăți care au schimbat industria benzilor desenate, The Fantastic Four #1 a inițiat un stil naturalist de supereroi cu defecte umane, temeri și demoni interiori, care se certau și își făceau griji cu privire la lucruri precum banii de chirie. În contrast cu arhetipurile strașnice ale supereroilor de la acea vreme, acest lucru a inaugurat o revoluție. Cu ilustrații dinamice realizate de Kirby, Steve Ditko, Don Heck și alții, care completau proza colorată și captivantă a lui Lee, noul stil a devenit popular printre studenții care se puteau identifica cu angoasa și natura ireverențioasă a personajelor precum Spider-Man, X-Men și Hulk, într-o perioadă de revoltă socială și de ascensiune a contraculturii anilor 1960.
Cărțile de benzi desenate din Epoca de Argint explicau fenomenele și originile supereroilor prin intermediul științei, inspirate de science fiction-ul contemporan, spre deosebire de Epoca de Aur, care se baza de obicei pe magie sau misticism.
Istoricul de benzi desenate Peter Sanderson compară DC din anii 1960 cu un mare studio de la Hollywood, și susține că, după ce a reinventat arhetipul supereroului, DC, în ultima parte a deceniului, suferea de o secetă creativă. Publicul pentru benzile desenate nu mai era format doar din copii, iar Sanderson vede Marvel din anii 1960 ca fiind echivalentul benzilor desenate al Noului Val francez, dezvoltând noi metode de povestire, care au atras și păstrat cititorii adolescenți și mai în vârstă, influențându-i astfel pe scriitorii și artiștii de benzi desenate din viitor.